# Hovězí
Hovězí là một làng thuộc huyện Vsetín, vùng Zlínský, Cộng hòa Séc.